# Cameron Meyer
Cameron Meyer (Perth, 1988. január 11. –) ausztrál profi kerékpáros. Pályaversenyzőként 3-szoros Junior-Világbajnok és 5-szörös felnőtt világbajnok és számos ausztrál bajnoki címe van. Országúton legnagyobb sikere az ausztrál időfutambajnokság megnyerése 2010-ben és 2011-ben, valamint a 2011-es Tour Down Under megnyerése.
2022-ben visszavonult a versenyzéstől.

## Sikerei

### Pályaversenyeken
2006
- Junior pályavilágbajnokság madison versenye
  -  Junior-Világbajnok
- Junior pályavilágbajnokság egyéni üldőzőverseny
  -  Junior-Világbajnok
- Junior pályavilágbajnokság csapat üldözőverseny
  -  Junior-Világbajnok

2009
- Pályavilágbajnokság pontverseny
  -  Világbajnok
- Pályavilágbajnokság madison versenye
  -  2. hely
- Pályavilágbajnokság csapat üldözőverseny
  -  2. hely

2010
- Pályavilágbajnokság pontverseny
  -  Világbajnok
- Pályavilágbajnokság madison versenye
  -  Világbajnok
- Pályavilágbajnokság csapat üldözőverseny
  -  Világbajnok

2011
- Pályavilágbajnokság madison versenye
  -  Világbajnok
- Pályavilágbajnokság pontverseny
  -  2. hely
- Ausztrál pályabajnokság madison versenye
  -  1. hely

### Országúti versenyeken
2007
- Tour of Tasmania
  -  Összetett verseny győztese
  - 1., 2. szakasz
  - 1., 5. szakasz

2008
- Országúti világbajnokság U23-időfutam
  -  3. hely

2010
- Ausztrál országúti-bajnokság időfutam
  -  1. hely
- Tour of Oman
  - 3., Összetett versenyben
- Giro d’Italia
  - 137., Összetett versenyben

2011
- Tour Down Under
  -  Összetett verseny győztese
  -  25 év alattiak verseny győztese
  - 1., 4. szakasz
- Ausztrál országúti-bajnokság időfutam
  -  1. hely